# Zuidschalkwijk
Zuidschalkwijk, oorspronkelijk: Zuid-Schalkwijk, Vijfhuizen en Nieuwerkerk aan de Drecht, is de naam van een ambachtsheerlijkheid ten zuidoosten van Haarlem. Het ambacht maakte deel uit van het baljuwschap Kennemerland. Nadat Nieuwerkerk in de loop van de 17e eeuw stapsgewijs door het Haarlemmermeer was verzwolgen, werd de bestuurszetel verplaatst van Nieuwerkerk naar Zuidschalkwijk.
Verder bestond de ambachtsheerlijkheid uit de Verenigde Groote en Kleine Polders met de buurtschap Zuid-Schalkwijk en de Vijfhuizerpolder met de buurtschap Vijfhuizen.
Nadat Nederland in 1810 deel was gaan uitmaken van het keizerrijk Frankrijk werden per 1 januari 1812 Haarlemmerliede, Hof Ambacht, Houtrijk, Polanen en Zuidschalkwijk bij Spaarnwoude gevoegd. Na de verdrijving van de Fransen en de stichting van het koninkrijk der Nederlanden werden de meeste Franse hervormingen tenietgedaan. Per 1 mei 1817 werd Zuid-Schalkwijk weer zelfstandig. Nieuwerkerk maakte nog altijd deel uit van de gemeente.
Nadat op 16 november 1855 de gemeente Haarlemmermeer was gevormd, met de Ringvaart als grens, werd het gebied van Zuidschalkwijk en Vijfhuizen wat kleiner en van Nieuwerkerk bleef vrijwel niets over. Het restant ging op 27 juni 1863 op in Haarlemmerliede en Spaarnwoude. Bij wet van 19 april 1868 werd het laatste stukje Nieuwerkerk bij de gemeente Sloten gevoegd. |Een eeuw later, op 1 oktober 1963 werd dat deel overgedragen aan de gemeente Haarlem.
In het vroeger geheel landelijke gebied van de voormalige ambachtsheerlijkheid liggen hedendaags:
- Een deel van het stadsdeel Schalkwijk, waaronder Meerwijk en Molenwijk.
- De buurtschap Zuid-Schalkwijk.
- De buurtschap Vijfhuizen
- Het dorp Vijfhuizen.

Het oorspronkelijke Vijfhuizen lag aan de rand van het Haarlemmermeer, toen dat nog een meer was. Voor de inpoldering van het meer werd tussen 1840 en 1848 een ringdijk aangelegd en daarbuiten een Ringvaart die de gemeente doorsneden. De huizen in Vijfhuizen werden daardoor gescheiden van de Vijfhuizer Molen.